# Henri Frankfort
Henri 'Hans' Frankfort (24 de febrero de 1897 - 16 de julio de 1954) fue un egiptólogo, arqueólogo y orientalista holandés. 

## Biografía
Nacido en Ámsterdam, estudió historia en la Universidad de Ámsterdam, tras lo que se desplazó a Londres, donde, en 1924, obtuvo un grado MA con Sir Flinders Petrie del University College. En 1927 obtuvo un Ph.D. en la Universidad de Leiden. Se casó con Henriette Groenwegen y posteriormente con Enriqueta Harris.
Entre 1925 y 1929 Frankfort fue director de las excavaciones de la Egypt Exploration Society (EES) de Londres en El-Amarna, Abydos y Armant. En 1929 fue invitado por Henry Breasted para ocupar el cargo de Field Director del Oriental Institute (OI) de Chicago en su expedición a Irak. Al morir Fritz Saxl, fue nombrado en 1948 director del Instituto Warburg de Londres, cargo que ostentó hasta su fallecimiento (y que fue ocupado entonces por Gertrud Bing). 
Junto con EA Wallis Budge, propuso la idea, revolucionaria en su tiempo, de que la civilización egipcia surgió de una base africana en vez de asiática (tanto en sus aspectos culturales, como religiosos y étnicos). Escribió 15 libros y monografías y unos 73 artículos en revistas, todos sobre el antiguo Egipto, arqueología y antropología cultural, especialmente sobre los sistemas religiosos del Antiguo Oriente Próximo.
Murió en Londres.